# دنیس ایوانز (بازیکن فوتبال، زاده ۱۹۳۵)
دنیس ایوانز (انگلیسی: Dennis Evans؛ زادهٔ ۲۳ ژوئیهٔ ۱۹۳۵) بازیکن فوتبال اهل بریتانیا است.
از باشگاه‌هایی که در آن بازی کرده‌است می‌توان به باشگاه فوتبال ترانمره راورز و باشگاه فوتبال ورکسام اشاره کرد.